# Lycodes knipowitschi
Lycodes knipowitschi es una especie de pez de la familia de los Zoarcidae en el orden de los perciformes.

## Morfología
Los machos pueden llegar a alcanzar los 20,4 cm de longitud total. 
- Número de vértebras: 92-94.[1][2]

## Alimentación
Come pescados y crustáceos.

## Hábitat
Es un pez de mar, de clima polar y demersal que vive entre 5-825 m de profundidad.

## Distribución geográfica
Se encuentra desde el Mar de Ojotsk hasta el Ártico canadiense.

## Observaciones
Es inofensivo para los humanos. 